# Konstantin Biebl

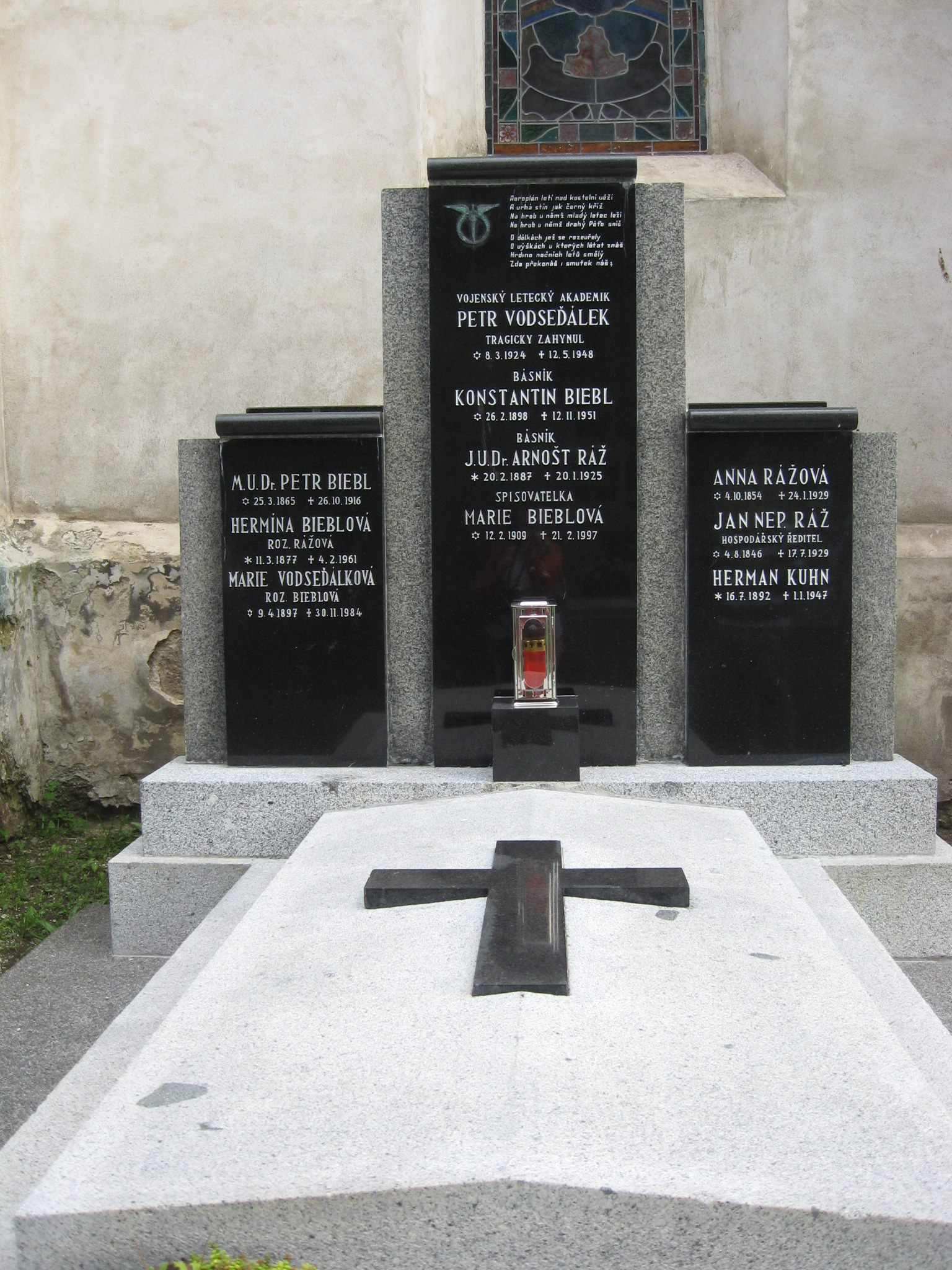
Hrob Konstantina Biebla ve Slavětíně (Louny)

Konstantin Biebl [bíbl] (26. února 1898 Slavětín – 12. listopadu 1951 Praha) byl český básník a prozaik lyrické, snové orientace.

## Život
Narodil se ve Slavětíně u Loun do rodiny lékaře Petra Biebla, podle matriky praktického lékaře, podle literatury zubního lékaře a za první světové války lékaře vojenského, především chirurga, který působil na haličské frontě v Chelmu, kde onemocněl břišním tyfem a během rekonvalescence spáchal sebevraždu.
Obecnou školu navštěvoval ve Slavětíně, reálku začal studovat v Lounech, kde v 5. ročníku propadl z češtiny a opakoval jej v Praze, kde složil maturitu již jako voják rakousko-uherské armády. Poté musel narukovat na frontu první světové války. V lednu 1918 byl na balkánské frontě raněn, zajat a odsouzen k trestu smrti, popravě unikl útěkem ze zajetí; léčil se v Sarajevu.

### 1918–1939
Roku 1918 se vrátil do Prahy, ohrožen tuberkulózou. Roku 1921 složil na novoměstském piaristickém gymnáziu v Praze maturitní zkoušku z latiny a nastoupil na lékařskou fakultu Karlovy univerzity, ale studia nedokončil. Věnoval se zcela básnické tvorbě. V roce 1922 se svými levicově orientovanými přáteli vstoupil do KSČ. Mezi jeho nejbližší přátele patřili spolužák z lounské reálky Karel Konrád a Jiří Wolker, s nímž v roce 1922 trávil prázdniny na léčení v Jugoslávii v sanatoriu v Bašce na ostrově Krk, kde se zamiloval do tuberkulózní pacientky J. Mikšovské, jejíž smrt ho mimo jiné inspirovala k básnické sbírce Zloděj z Bagdádu. Z TBC se vyléčil. V letech 1921–1924 byl členem Literární skupiny, z níž společně s přáteli přešel do Devětsilu. V roce 1925 navštívil Francii, v letech 1926 a 1927 podnikl cestu do exotických zemí (Jáva, Cejlon, Sumatra), jež ho inspirovala k básnické sbírce S lodí, jež dováží čaj a kávu, k četným reportážím a próze. V té době svou senzitivní, přecitlivělou a labilní psychiku začal posilovat alkoholem a drogami. Roku 1931 se oženil s Marií Bulovovou, na svatební cestu odjeli do Alžírska a Tunisu. V roce 1934 podepsal prohlášení ustavující Skupiny surrealistů v ČSR a byl přijat za člena, ale jeho dosavadní vidění světa se tím nezměnilo. Žil převážně v Lounech, kde se v zubní ordinaci své matky živil jako zubní technik.

### 1940–1951
Za druhé světové války žil střídavě v Praze (kde se pokoušel o film) a na venkově v Bělovsi nebo v Libníči. Básnicky bylo poslední desetiletí jeho života velmi plodným obdobím.
Po druhé světové válce hned roku 1945 nastoupil jako úředník na ministerstvo informací, byl zvolen členem Filmové rady. Zamýšlel vydat čtyři sbírky básní, z nichž vyšla jen jedna. Rozpory mezi jeho básnickou vizí a skutečností i osobní problémy a zejména nemoc pankreatitida jej dohnaly k sebevraždě skokem z okna. Manželka Marie Bieblová (1909–1997) překládala z němčiny, ruštiny a francouzštiny, v roce 1974 vydala také sbírku básní Pianissimo, ale jimi se neprosadila.

## Pseudonymy
Konstantin Biebl psal také pod pseudonymy Jiří Dörfler, K. Bava, Konstanty a K. Slavětínský.

## Dílo

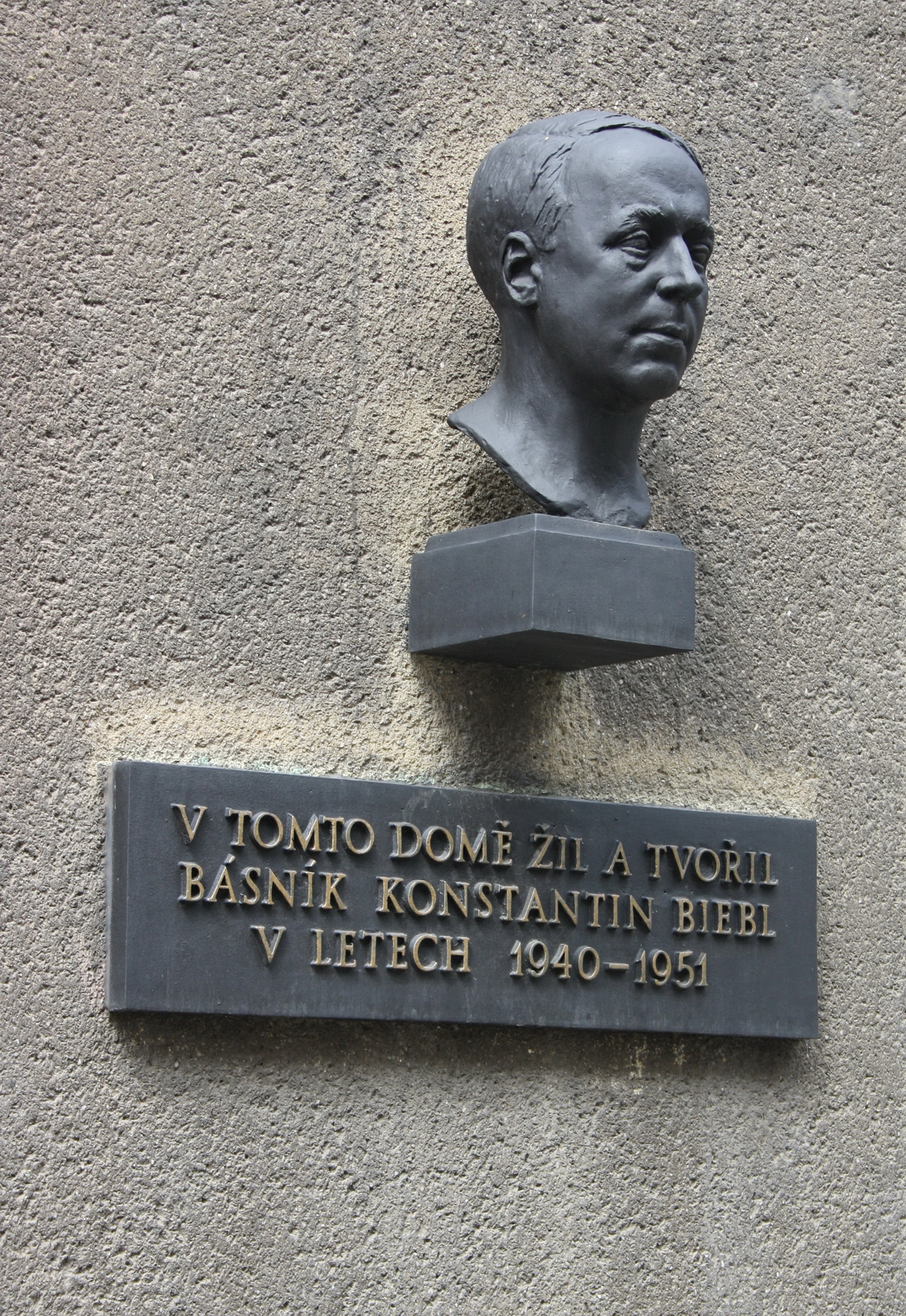
Pamětní deska na domě Na Výtoni 7 v Praze

Počátky tvorby v časopisech a novinách: od r. 1921: Almanach lounských studentů Cíl, Průboj, Host (od 1921), Lumír (1923), Rudé právo (1923).
- Písně souchotináře – sbírka básní z roku 1919 byla publikována po částech v časopisech, nikoliv knižně; odráží zážitky z války, deprese, vliv proletářské poezie a přítele Jiřího Wolkera a zážitky z cestování, které bylo jeho vášní.
- Cesta k lidem (1923) – napsal společně se strýcem Arnoštem Rážem – (Ráž – 15 básní, Biebl – 13 básní)

Raná tvorba je silně levicová a protiválečná, po 1. světové válce pacifistické, protiválečné tendence se postupně zmírňovaly, dále medicínská témata (báseň Pitevna), motivy úzkosti a strachu z budoucnosti.
- Proletářská poezie:
  - Věrný hlas(1924) – o J. Wolkerovi, melancholické, citové.
  - Zlom (1925)
- Zloděj z Bagdádu (1925) sbírka inklinuje k poetismu, exotismu, má určité prvky rasismu (Arab je zloděj a obchoduje s drogami, Cikáni jsou zloději), byla věnována přítelkyni Mikšovské, zemřelé na tuberkulózu
- Poetismus
- Zlatými řetězy (1926), experimenty s eufonickou stavbou verše. (básně Skála, Akord atd.)
- S lodí, jež dováží čaj a kávu (1927) – knížka je ohlasem cesty na Cejlon, Sumatru, Jávu, Indonésii a do Alžíru. Toto platí mimo první (vzpomínkové) části, kde vzpomíná na mládí a na otce. V této sbírce uplatňuje svou společenskou kritičnost v kombinací s okouzlením exotikou.
- Nový Ikaros (1929) – vícetematická sbírka. Používá zde ztvárnění asociativní metodou. Svůj život bere jako „pohled do tmy a prázdna“. Zobrazuje marnost, nicotu a „pád do věčnosti“. Sbírka je vrcholem jeho meziválečné tvorby. Vzpomínky na cestu dětství a mládí.
- Modré stíny

- Surrealismus
- Nebe, peklo, ráj

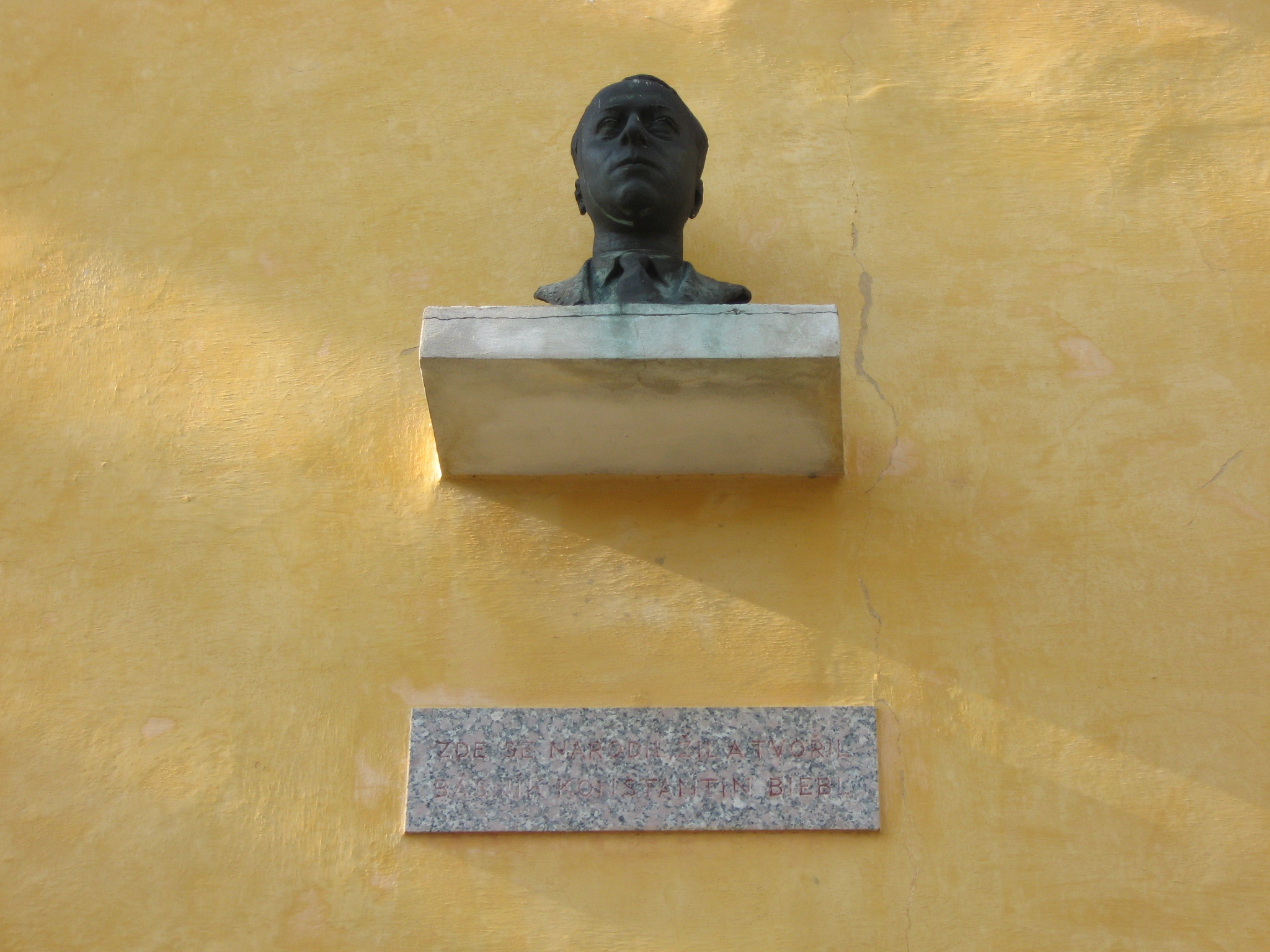
Pamětní deska a busta na Bieblově rodném domě ve Slavětíně

- Zrcadlo noci – vydáno těsně před druhou světovou válkou 1939, reaguje na okupaci, spojení surrealismu s vnější situací. Během druhé světové války básně nevydával.
- Bez obav – (1951) poslední sbírka básní z let 1940–1950, politické vyznění
- Próza: publikována jen časopisecky, pod vlivem poetismu, neměla velký význam.
- Plancius – cestopisná próza, zaměřená proti kolonialismu; rozvíjí motiv díků v učebnici malajštiny.
- Cesta na Jávu – vydáno posmrtně (1958)